# Нембра (Бреша)
Нембра је насеље у Италији у округу Бреша, региону Ломбардија.
Према процени из 2011. у насељу је живело 96 становника. Насеље се налази на надморској висини од 753 м.